# San Leone (Agrigento)
San Leone (Santulì o Salleò in dialetto agrigentino) è una frazione e principale lido di Agrigento. Sorge sulla punta Akragas, in prossimità della foce del fiume Akragas, detto anche di San Leone.

## Storia
Conosciuto per essere il lido balneare della Città dei Templi, prende il nome dal papa Leone II (682-683), siciliano. In origine il luogo era occupato dall'emporio (porto) della città greca che fu ininterrottamente frequentato fino al periodo arabo. L'emporio era già frequentato dai navigatori micenei intorno alla metà del II millennio a.C. nel quale si rifornivano principalmente di zolfo e salgemma. A questo periodo risale il villaggio fortificato scoperto da Mosso al principio del Novecento. Nel VII secolo a.C. i greci di Gela vi stabilirono uno scalo commerciale, documentato dalla vicina necropoli di Montelusa o Maddalusa (collina ad occidente dell'attuale insediamento).
Nel Medioevo vi si stabilirono dei monaci, ma il luogo inadatto all'approdo delle navi dell'epoca venne abbandonato a favore del nuovo caricatore che sarà Porto Empedocle. Del periodo greco non rimane molto, anche perché nell'ultimo secolo la contrada si è fortemente urbanizzata. Già nel XVI secolo Tommaso Fazello notò nell'area della foce dei saxa quadrata individuati ancora nel 1922 dal Caruso-Lanza a sud della chiesa di San Leone. Si tratta certamente dei resti delle banchine del porto classico che si estendeva lungo le sponde del fiume. Certamente, come era uso tra gli antichi, vi erano grandi 'hangar' dove erano tirate a secco le navi militari e docks per le attività commerciali.
La sua attività doveva essere intensa considerando l'importanza della città e anche la sua estensione non doveva essere limitata, ne sono testimoni il rilevante numero di monete trovate in passato nell'area che vanno dal periodo classico fino a quello bizantino ed infine arabo, confermando che l'emporio fu certamente frequentato fino a circa il X-XI secolo. Misteriosi sacrifici rituali di origine orientale (egizia) individuano forse piccole colonie commerciali straniere o influenze alloctone sui culti locali. Nell'Ottocento fu trovato nei dintorni della casa Caruso un molino a mano di cui si ha notizia fino agli anni venti. Fino a circa il 1900 esisteva vicino alla chiesa di San Leone un antico fabbricato con una volta a semicerchio di chiare origini romane, dove abitava una numerosa famiglia di pescatori. Fu demolita dal commendatore Alfonso Caratozzolo per costruire un palazzetto vicino l'antica chiesa di San Leone.
Tra gli altri manufatti scoperti in quel periodo si ricordano alcuni fabbricati di origine romana, magazzini arabi ed una piccola senia. Fu scoperto inoltre un enorme sarcofago greco vicino alla chiesa di San Leone, formato da un unico blocco di arenaria, ma purtroppo nel disinteresse generale fu fatto in quattro e trasformato in sedili sulla spiaggia. Nei periodi successivi viene costruita la chiesa di San Leone (XIII secolo circa). Troppo esposta agli attacchi dei corsari barbareschi si pensò di costruire una torre di avvistamento nel Cinquecento su progetto di Tiburzio Spannocchi (1578). La torre, tuttora esistente, sorge sulle alture di contrada Forgia ed è adibita, insieme alla masseria che si è sviluppata attorno, ad attività ricettive turistiche. Nel Settecento l'illuminato vescovo Lorenzo Gioeni (1730-1754) vi costruì una casa di villeggiatura estiva per i giovani che ancora oggi domina, dall'alto della collina di Montelusa, il bosco e la spiaggia della Maddalusa. Lo stesso vescovo aveva pensato al sito di San Leone quale area dove costruire il porto di Girgenti.
Il progetto fu bocciato per diversi motivi cosicché nel 1749 i lavori per la costruzione del porto furono eseguiti nella spiaggia dell'attuale Porto Empedocle, dove già da diversi secoli insisteva il 'caricatore' della città, fortificato nel 1544 durante il regno di Carlo V. Nell'Ottocento San Leone torna ad essere nuovamente popolato come zona di villeggiatura dagli agrigentini. Furono costruite le case Caruso nell'attuale piazza Trinacria, certamente le più antiche, la casa Caratozzolo ( ex casa Caruso) sul lungomare vicino l'arena estiva, il cosiddetto 'Cevuzu' (gelso) in lingua siciliana e diverse ville in stile liberty. Già nella prima metà del secolo scorso sorse uno chalet in legno mentre negli anni cinquanta venne costruito lo stabilimento balneare. Durante il secondo conflitto mondiale il borgo marinaro fu fortificato chiudendo con delle muraglie le strade che sfociano sul lungomare e resistette ad un tentativo di sbarco delle truppe statunitensi.
Dagli anni sessanta San Leone assistette ad uno sviluppo incontrollato che lo ha trasformato da piccolo borgo di pescatori in un caotico centro balneare affollato durante il periodo estivo da circa 30.000 villeggianti, mentre la popolazione stabile è di circa 4.000 persone. Oggi San Leone risulta saldato ai limitrofi agglomerati del Villaggio Peruzzo, Villaggio Mosè, Cannatello e Fiume Naro con i quali viene incluso nella circoscrizione San Leone Mosè di 13.012 abitanti. Negli anni Settanta fu ampliato il lungomare nella forma odierna e fu costruito il porto, infine negli anni novanta fu costruita un'elisuperficie oggi non più utilizzata.

## Archeologia
Scarse sono le tracce dello scalo greco, limitate alla presenza della più antica necropoli greca di Agrigento, sulla collina di Montelusa, che ha restituito importanti reperti dell'arte greca arcaica. Nell'area dell'abitato poco è rimasto in quanto la maggior parte dei reperti è stata o riadattata per altri usi o, per quanto riguarda le infrastrutture portuali ancora visibili un secolo fa, sepolta dalla ghiaia portata dal mare e dalle piene del fiume. Nelle vicinanze di San Leone, e precisamente a Cannatello, si trovano i resti di un insediamento-emporio, scoperto nei primi anni del XX secolo da Angelo Mosso risalente al XIV-XII secolo a.C. È considerato il sito più rappresentativo, assieme a Thapsos, della cultura del Bronzo medio in Sicilia. Lo scavo ha delimitato la parte emergente del capovillaggio (chiefdom), cioè la parte fortificata dove risiedeva la famiglia dominante e dove si rifugiavano gli abitanti dei dintorni durante le incursioni nemiche. Il villaggio sicano appare delimitato da una possente doppia cerchia di mura ad andamento curvilineo con uno spessore di circa 8 metri. La cerchia di mura interna è la più antica e subì un violento incendio, la seconda prese il posto della prima.
All'interno vi sono i resti di capanne a forma circolare e rettilinea. Sono state riconosciute tre fasi successive di insediamento. Nell'area sono state trovate ceramiche egeo-cipriote ed un'urna contenente quattro punte di lancia, due spade ed un'accetta in bronzo. Con questa scoperta ha preso consistenza l'ipotesi di un apporto egeo-cipriota nel XIII secolo a.C. nella zona della marina di Agrigento. Tale zona era già frequentata dalla prima età del bronzo dagli egeo-ciprioti che si rifornivano dello zolfo dalle miniere di Monte Grande, forse la più antica miniera di zolfo del mondo occidentale. Lo zolfo era un minerale preziosissimo nell'antichità, vero e proprio catalizzatore del progresso umano in quanto era utile a raggiungere la temperatura di fusione dei metalli.
Era inoltre utilizzato per purificare e disinfettare. L'emporio di Cannatello funzionava, come già Monte Grande nel XVIII secolo a.C., come scalo d'imbarco di zolfo, salgemma e probabilmente anche bitume che abbonda tra le rocce sedimentarie della zona, per i navigatori egeo-ciprioti, che utilizzavano questa spiaggia come base intermedia per le rotte che collegavano Cipro e l'Egeo con il Nordafrica e l'occidente sardo ed iberico. Per la stessa funzione nel VII-VI secolo a.C. verrà utilizzato l'emporio di Akragas alla foce del fiume e secoli dopo il caricatore di Girgenti ovvero l'odierna Porto Empedocle.

## Curiosità
In alcuni documenti topografici del XVI secolo l'ex feudo della Maddalusa appare indicato come La Moddolusa o La Mendolosa suggerendo che tale area in passato doveva essere coltivata a mandorli. Maddalusa sarebbe quindi una storpiatura volgare od un antico toponimo indicante una zona ricca di mandorleti.Montelusa è un'italianizzazione del termine Maddalusa attestato nelle carte a partire dal XIX sec. probabilmente con l'unità d'Italia.

## Luoghi d'interesse
- Villa Pertini, con fontana e alcune sculture d'arte contemporanea;
- Torre di Santo Lio, (sec. XVI) sulla collina di Montelusa in contrada Forgia, oggi inglobata in una masseria agricola.
- Villa Gioenina, (sec. XVIII) in contrada Maddalusa o Montelusa, domina la foce del fiume. Fu voluta nella prima metà del Settecento dal vescovo Lorenzo Gioeni.

## Economia
San Leone è una frequentata località balneare grazie alle lunghe spiagge che la circondano, le dune e la Maddalusa, e per la vicinanza della Valle dei Templi.